# Football Club Domagnano
Actualités
Le FC Domagnano est un club de football saint-marinais.

## Bilan sportif

### Palmarès
- Championnat de Saint-Marin
  - Champion : 1989, 2002, 2003, 2005

- Coupe de Saint-Marin
  - Vainqueur : 1972, 1988, 1990, 1992, 1996, 2001, 2002, 2003
  - Finaliste : 1999, 2004

- Supercoupe de Saint-Marin
  - Vainqueur : 1990, 2001, 2004
  - Finaliste : 1989 et 2009

### Bilan européen
Note : dans les résultats ci-dessous, le score du club est toujours donné en premier
| Saison    | Compétition | Tour              | Club            | Domicile | Extérieur | Total |
| --------- | ----------- | ----------------- | --------------- | -------- | --------- | ----- |
| 2002-2003 | Coupe UEFA  | Tour préliminaire | Viktoria Žižkov | 0 - 2    | 0 - 3     | 0 - 5 |
| 2003-2004 | Coupe UEFA  | Tour préliminaire | Torpedo Moscou  | 0 - 4    | 0 - 5     | 0 - 9 |
| 2005-2006 | Coupe UEFA  | Premier tour Q    | NK Domzale      | 0 - 5    | 0 - 3     | 0 - 8 |

Légende
- Victoire ou qualification pour le tour suivant
- Match nul
- Défaite ou élimination de la compétition

## Anciens joueurs
- Nicola Bacciocchi ( Saint-Marin)
- Simone Bacciocchi ( Saint-Marin)
- Lorenzo Moretti ( Saint-Marin)
- Michele Moretti ( Saint-Marin)
- Alessandro Zanotti ( Saint-Marin)
- Giacomo Maiani ( Saint-Marin)
- Marco Casadei ( Saint-Marin)

## Entraineurs
Liste des entraineurs